# Akredytywa dokumentowa
Akredytywa dokumentowa – każde porozumienie stanowiące „zobowiązanie banku otwierającego, działającego na zlecenie zleceniodawcy lub w swoim własnym imieniu i zgodnie z warunkami zawartymi w zleceniu otwarcia akredytywy. Akredytywa jest nieodwołalnym zobowiązaniem banku otwierającego do honorowania zgodnej prezentacji (dokumentów wymaganych w treści akredytywy, dostarczonych przez beneficjenta do banku otwierającego lub wyznaczonego) i ostatecznie do zapłaty na rzecz beneficjenta zgodnie z warunkami akredytywy.”.
Obowiązujące od 1 lipca 2007r. UCP 600 wraz z ich tzw. suplementem dla elektronicznej prezentacji – wersja 1.1 stanowią regulacje stosowane dla każdego rodzaju akredytywy dokumentowej .
Akredytywa dokumentowa jest to więc uwarunkowana forma rozliczenia transakcji handlowej, w której bank importera zobowiązuje się wobec eksportera do zapłaty określonej kwoty w zamian za dokumenty zaprezentowane przez niego po wysyłce towaru. Bank dokonuje wypłaty z akredytywy tylko wówczas, gdy te dokumenty są ściśle zgodne z warunkami zapisanymi w akredytywie.
Eksporter dzięki akredytywie uzyskuje pewność otrzymania zapłaty za wysłane produkty, eliminując jednocześnie ryzyko odstąpienia importera od transakcji bądź odmowy przyjęcia towaru. Z kolei importer nie ponosi ryzyka zapłaty za towar niespełniający wymagań jakościowych czy za niedostarczenie towaru przez sprzedającego w uzgodnionym terminie i miejscu. Dodatkowo importer potwierdza swoją zdolność kredytową i finansową wobec kontrahenta.

## Warunki korzystania z akredytywy dokumentowej
Przedsiębiorstwa, które zajmują się handlem zagranicznym, mogą skorzystać z akredytywy, która proporcjonalnie chroni interesy obu stron transakcji - eksportera od ryzyka płatności, a importera od ryzyka związanego z jakością towaru i terminowością dostaw.
O akredytywie warto pomyśleć w przypadku nowych kontrahentów, a szczególnie w przypadku biznesowych partnerów pochodzących z nieznanych nam krajów czy rejonów gospodarczo lub politycznie zagrożonych konfliktami społecznymi.
Zdaniem ekspertów warto, aby przedsiębiorca korzystał z akredytywy, kiedy zawiera transakcje na relatywnie wysokie kwoty, o skomplikowanych warunkach odbioru towaru. Akredytywa dokumentowa jest dobrym rozwiązaniem, jeśli przygotowanie dostaw (np. maszyn i urządzeń) wymaga dłuższego czasu i zaangażowania środków po stronie eksportera. W takiej sytuacji istotne jest ograniczenie do minimum ryzyka wycofania się importera z zawartej transakcji.